# MV Globe Star
Le MV Globe Star est un ancien céréalier qui s'est échoué au large de Mombasa au Kenya. Partiellement démantelé sur place, il sert maintenant de récif artificiel.

## Caractéristiques de l'épave
L'épave est située à 1,1 km du « cap Mkuungombe » (ras Mkuungombe) à Nyali, soit à entre 10  et   20 min en bateau à moteur depuis la plage de Nyali. Ses coordonnées géographiques sont 4° 04′ 06″ S, 39° 42′ 25″ E. Elle repose sur un fond sableux entre 6  et   8 m de fond, les éléments les plus hauts émergeant de 2,5 m par marée basse.